# Saison 2015-2016 du Lyon olympique universitaire
Cette page présente la saison 2015-2016 du Lyon olympique universitaire en Pro D2 .

## Entraîneurs
- Pierre Mignoni (manager sportif)
- Sébastien Bruno (avants)
- David Ellis (arrières et skills)

## La saison
Budget
Avec un budget pour la saison est de 19,6 millions d'euros, celui-ci est le plus gros budget de la pro D2.
Avec 117 points, 25 matchs gagnés et 5 perdus, le LOU termine à la 1re place, est déclaré champion de France de Pro D2 et participera au Top 14 pour la saison 2016-2017

## Calendrier et résultats[2]

### Pro D2
| - Lyon OU - CS Bourgoin-Jallieu : 30-19 - Stade montois - Lyon OU : 18-22 - AS Béziers - Lyon OU : 23-28 - Lyon OU - US Montauban :' : 44-14 - Biarritz olympique - Lyon OU : 16-19 - Lyon OU - US Carcassonne : 47-11 - Stade aurillacois - Lyon OU : 23-21 - Lyon OU - Tarbes PR : 46-6 - Provence rugby - Lyon OU : 8-60 - SC Albi - Lyon OU : 19-28 - Lyon OU - Aviron bayonnais : 29-27 - US Dax - Lyon OU : 26-33 - Lyon OU - Colomiers rugby : 45-7 - USA Perpignan - Lyon OU : 20-16 - Lyon OU - RC Narbonne : 36-10 | - CS Bourgoin-Jallieu - Lyon OU : 13-17 - Lyon OU - Stade montois : 40-15 - Lyon OU - AS Béziers : 38-17 - US Montauban - Lyon OU : 17-23 - Lyon OU - Biarritz olympique : 61-31 - US Carcassonne - Lyon OU : 26-38 - Lyon OU - Stade aurillacois: 38-3 - Tarbes PR - Lyon OU : 10-9 - Lyon OU - Provence rugby : 36-12 - Lyon OU - SC Albi : 34-17 - Aviron bayonnais - Lyon OU : 11-15 - Lyon OU - US Dax : 42-7 - Colomiers rugby - Lyon OU : 27-16 - Lyon OU - USA Perpignan : 40-19 - RC Narbonne - Lyon OU : 21-20 |

| Rang | Club                                   | J  | V  | N | D  | Bo | Bd | Pm  | Pe  | Diff | Pts |
| ---- | -------------------------------------- | -- | -- | - | -- | -- | -- | --- | --- | ---- | --- |
| 1    | Lyon OU (R)                            | 30 | 25 | 0 | 5  | 12 | 4  | 971 | 493 | +478 | 116 |
| 2    | Aviron bayonnais (R)                   | 30 | 19 | 1 | 10 | 4  | 4  | 658 | 602 | +56  | 86  |
| 3    | Stade aurillacois                      | 30 | 18 | 0 | 12 | 7  | 2  | 724 | 613 | +111 | 81  |
| 4    | Stade montois                          | 30 | 17 | 1 | 12 | 5  | 3  | 655 | 611 | +44  | 78  |
| 5    | Colomiers Rugby                        | 30 | 16 | 3 | 11 | 4  | 4  | 629 | 590 | +39  | 78  |
| 6    | AS Béziers                             | 30 | 17 | 1 | 12 | 4  | 3  | 745 | 662 | +83  | 77  |
| 7    | USA Perpignan                          | 30 | 15 | 1 | 14 | 5  | 6  | 676 | 615 | +61  | 73  |
| 8    | Biarritz olympique                     | 30 | 14 | 0 | 16 | 3  | 5  | 674 | 656 | +18  | 64  |
| 9    | CS Bourgoin-Jallieu                    | 30 | 12 | 0 | 18 | 5  | 9  | 595 | 642 | -47  | 62  |
| 10   | SC Albi                                | 30 | 13 | 2 | 15 | 2  | 4  | 591 | 643 | -52  | 62  |
| 11   | RC Narbonne                            | 30 | 13 | 0 | 17 | 2  | 6  | 602 | 653 | -51  | 60  |
| 12   | US Montauban                           | 30 | 12 | 0 | 18 | 1  | 9  | 570 | 624 | -54  | 58  |
| 13   | Stado Tarbes PR (8 points de pénalité) | 30 | 13 | 0 | 17 | 0  | 9  | 543 | 630 | -87  | 53¹ |
| 14   | US Carcassonne                         | 30 | 11 | 0 | 19 | 0  | 5  | 484 | 741 | -257 | 49  |
| 15   | US Dax                                 | 30 | 10 | 1 | 19 | 1  | 5  | 538 | 713 | -175 | 48  |
| 16   | Provence Rugby (P)                     | 30 | 9  | 0 | 21 | 1  | 5  | 549 | 716 | -167 | 42  |

## Effectif 2015-2016
| Nom                     | Poste                            | Naissance  | Nationalité sportive  | International | Dernier club              | Arrivée au club (année) | JIFF |
| ----------------------- | -------------------------------- | ---------- | --------------------- | ------------- | ------------------------- | ----------------------- | ---- |
| David Attoub            | Pilier                           | 07/06/1981 | France                | 4 (0)         | Montpellier Hérault Rugby | 2015                    | Oui  |
| Albertus Buckle         | Pilier                           | 09/09/1983 | Afrique du Sud        | -             | FC Grenoble               | 2015                    | Non  |
| Wian du Preez (en)      | Pilier                           | 30/10/1982 | Afrique du Sud        | 1 (0)         | Free State Cheetahs       | 2013                    | Non  |
| Karim Kouider           | Pilier                           | 15/09/1985 | Algérie France        | -             | US Carcassonne            | 2015                    | Oui  |
| Sami Mavinga            | Pilier                           | 25/05/1993 | France                | -             | Formé au club             | 2014                    | Oui  |
| Hoani Tui (en)          | Pilier                           | 29/05/1984 | Nouvelle-Zélande      | 2 (0)         | Exeter Chiefs             | 2014                    | Non  |
| Zaza Navrozashvili      | Pilier                           | 27/07/1992 | Géorgie               | -             | Union Bordeaux Bègles     | 2015                    | Oui  |
| Damien Fitzpatrick      | Talonneur                        | 08/06/1989 | Australie             | -             | Waratahs                  | 2013                    | Non  |
| Jean-Philippe Bonrepaux | Talonneur                        | 7/12/1978  | France                | -             | CA Brive                  | 2011                    | Non  |
| Ti'i Paulo              | Talonneur                        | 13/01/1983 | Samoa                 | 20 (0)        | ASM Clermont Auvergne     | 2015                    | Non  |
| Cameron Mapusua         | Talonneur                        | 03/08/1993 | Nouvelle-Zélande      | -             | Formé au club             | 2012                    | Oui  |
| Deon Fourie             | Talonneur - Troisième ligne      | 25/09/1986 | Afrique du Sud        | -             | Stormers                  | 2014                    | Non  |
| Coenraad Basson         | Deuxième ligne                   | 25/09/1981 | Afrique du Sud        | -             | CS Bourgoin-Jallieu       | 2011                    | Non  |
| Karim Ghezal            | Deuxième ligne - Troisième Ligne | 29/04/1981 | Algérie France        | -             | Racing Métro              | 2014                    | Oui  |
| Christian Njewel        | Deuxième ligne                   | 22/03/1990 | Cameroun France       | -             | Formé au Club             | 2011                    | Oui  |
| Jean-Baptiste Singer    | Deuxième ligne                   | 19/12/1994 | France                | -             | ASM Clermont Auvergne     | 2015                    | Oui  |
| Julien Bonnaire         | Troisième ligne                  | 22/09/1978 | France                | 75 (30)       | ASM Clermont Auvergne     | 2015                    | Oui  |
| Masi Matadigo           | Troisième ligne                  | 08/08/1982 | Fidji                 | 8 (0)         | Racing 92                 | 2014                    | Non  |
| Eugène N'Zi             | Troisième ligne                  | 18/10/1986 | Côte d'Ivoire France  | -             | Formé au Club             | 2008                    | Oui  |
| Julien Puricelli        | Troisième ligne                  | 01/08/1980 | France                | 4 (0)         | Aviron Bayonnais          | 2014                    | Oui  |
| Steevy Cerqueira        | Troisième ligne - Deuxième ligne | 09/08/1993 | France                | -             | Formé au club             | 2013                    | Oui  |
| Didier Tison            | Troisième ligne                  | 14/10/1993 | Afrique du Sud France | -             | Formé au club             | 2014                    | Oui  |
| Taiasina Tuifu'a        | Troisième ligne - Deuxième ligne | 20/08/1984 | Samoa                 | 16 (10)       | Union Bordeaux Bègles     | 2015                    | Non  |
| Carl Fearns             | Troisième ligne                  | 28/05/1989 | Angleterre            | -             | Bath                      | 2015                    | Non  |
| Nicolas Durand          | Demi de mêlée                    | 04/10/1982 | France                | 4 (0)         | RC Toulon                 | 2015                    | Oui  |
| Agustin Figuerola       | Demi de mêlée                    | 27/01/1985 | Argentine             | 7 (0)         | US Oyonnax                | 2015                    | Non  |
| Mathieu Lorée           | Demi de mêlée                    | 18/06/1987 | France                | -             | FC Grenoble               | 2014                    | Oui  |
| Stephen Brett           | Demi d'ouverture                 | 23/11/1985 | Nouvelle-Zélande      | 5 (27)        | Aviron Bayonnais          | 2014                    | Non  |
| Jérémy Gondrand         | Demi d'ouverture - Demi de mêlée | 23/02/1990 | France                | -             | CS Bourgoin-Jallieu       | 2015                    | Oui  |
| Jacques-Louis Potgieter | Demi d'ouverture                 | 02/09/1984 | Afrique du Sud        | -             | Bulls                     | 2015                    | Non  |
| Hemani Paea             | Centre                           | 30/07/1985 | Tonga                 | 2 (5)         | US Oyonnax                | 2015                    | Non  |
| Thibaut Regard          | Centre - Ailier                  | 06/08/1993 | France                | -             | Formé au club             | 2011                    | Oui  |
| Clément Aubert          | Centre                           | 10/04/1994 | France                | -             | Formé au club             | -                       | Oui  |
| Waisale Sukanaveita     | Centre                           | 19/07/1984 | Fidji                 | 2 (0)         | Terrigal Sharks           | 2008                    | Non  |
| Kendrick Lynn           | Centre                           | 30/11/1982 | Nouvelle-Zélande      | -             | Bay of Plenty             | 2013                    | Non  |
| Paul Bonnefond          | Ailier - Centre                  | 13/09/1988 | France                | -             | Castres Olympique         | 2014                    | Oui  |
| Napolioni Nalaga        | Ailier                           | 02/05/1986 | Fidji                 | 16 (45)       | ASM Clermont Auvergne     | 2015                    | Non  |
| Jone Tuva               | Ailier                           | 23/03/1996 | Fidji                 |               | Nadi                      | 2015                    | Non  |
| Franck Romanet          | Ailier                           | 02/05/1986 | France                | -             | CS Bourgoin-Jallieu       | 2009                    | Oui  |
| Toby Arnold             | Ailier                           | 11/09/1987 | Nouvelle-Zélande      | -             | Bay of Plenty             | 2013                    | Non  |
| Romain Loursac          | Arrière - Demi d'ouverture       | 11/11/1985 | France                | -             | Formé au Club             | 2007                    | Oui  |
| Robin Aulas             | Arrière                          | 18/07/1996 | France                | -             | Formé au Club             | -                       | Oui  |
| Jérôme Porical          | Arrière                          | 20/09/1985 | France                | 4 (3)         | Stade Français Paris      | 2014                    | Oui  |

## Statistiques

### Statistiques collectives
Attaque753 points marqués; 90 essais marqués, 12 pénalités marquées, 1 drop
Défense351 points encaissés; 33 essais encaissés
Discipline7 cartons jaune contre

### Statistiques individuelles
Meilleur marqueurTi'i Paulo, Toby Arnold 3 essais
Meilleur buteurJacques-Louis Potgieter 50 points